# Thugs of Hindostan
Pour plus de détails, voir Fiche technique et Distribution.
Thugs of Hindostan est un film d'action indien réalisé par Vijay Krishna Acharya et sorti en 2018.

## Fiche technique
- Titre : Thugs of Hindostan
- Réalisation : Vijay Krishna Acharya
- Scénario : Vijay Krishna Acharya
- Photographie : Manush Nandan
- Montage : Ritesh Soni
- Musique : John Stewart Eduri
- Décors :
- Costumes : Manish Malhotra, Manoshi Nath, Rushi Sharma
- Producteur : Aditya Chopra
  - Producteur exécutif : Winston Azzopardi, Gurpreet Singh Sandhu et Kulthep Narula
  - Producteur supervisant : Bharat Rawail
  - Producteur délégué : Sanjay Shivalkar
  - Producteur associé : Aashish Singh
- Production : Yash Raj Films
- Distribution : Yash Raj Films
- Pays d'origine :  Inde
- Genre : Action
- Durée : 145 minutes
- Dates de sortie :
  - France : 7 novembre 2018
  - Inde : 8 novembre 2018

## Distribution
- Amitabh Bachchan : Khudabaksh
- Aamir Khan : Firangi
- Katrina Kaif : Suraiyya
- Fatima Sana Shaikh : Zafira
- Abdul Quadir Amin : Azhar Ali
- Jackie Shroff
- Lloyd Owen : John Clive
- Manjit Singh : Ashok